# Дубенщино
Дубенщино (рос. Дубенщино) — село в Лисковському районі Нижньогородської області Російської Федерації.
Населення становить 11 осіб. Входить до складу муніципального утворення Кисловська сільрада.

## Історія
Від 2009 року входить до складу муніципального утворення Кисловська сільрада.

## Населення
| 2002 | 2010 |
| ---- | ---- |
| 11   | →11  |